# Tympanocryptis tetraporophora
Tympanocryptis tetraporophora är en ödleart som beskrevs av  Lucas och FROST 1895. Tympanocryptis tetraporophora ingår i släktet Tympanocryptis och familjen agamer. Inga underarter finns listade i Catalogue of Life.